# Печера «Скитська»
Пече́ра «Ски́тська» (інша назва — Гострі Говди) — геологічна пам'ятка природи місцевого значення в Україні. Розташована в межах Заставнівського району Чернівецької області, на південний схід від смт Кострижівка, неподалік від північно-західної околиці села Звенячин. 
Площа 4,2 га. Статус надано згідно з рішенням облвиконкому від 17.03.1992 року № 72. Перебуває у віданні: Кострижівська селищна рада. 
Статус надано для збереження карстової печери з цінними вториннокристалічними гіпсовими утвореннями. Такі утворення — це досить рідкісне явище для печер Буковини. Найгарнішим прийнято вважати Кристальний зал. Пройдена довжина печери — 2380 м. У печері виявлено невеликі колонії кількох видів кажанів. 
Печеру відкрили в 1950-х роках на місці відпрацьованого Скитського кар'єру (звідси назва печери), що в урочищі Гострі Говди, розташованого над правобережним стрімким берегом Дністровського каньйону.

## Галерея

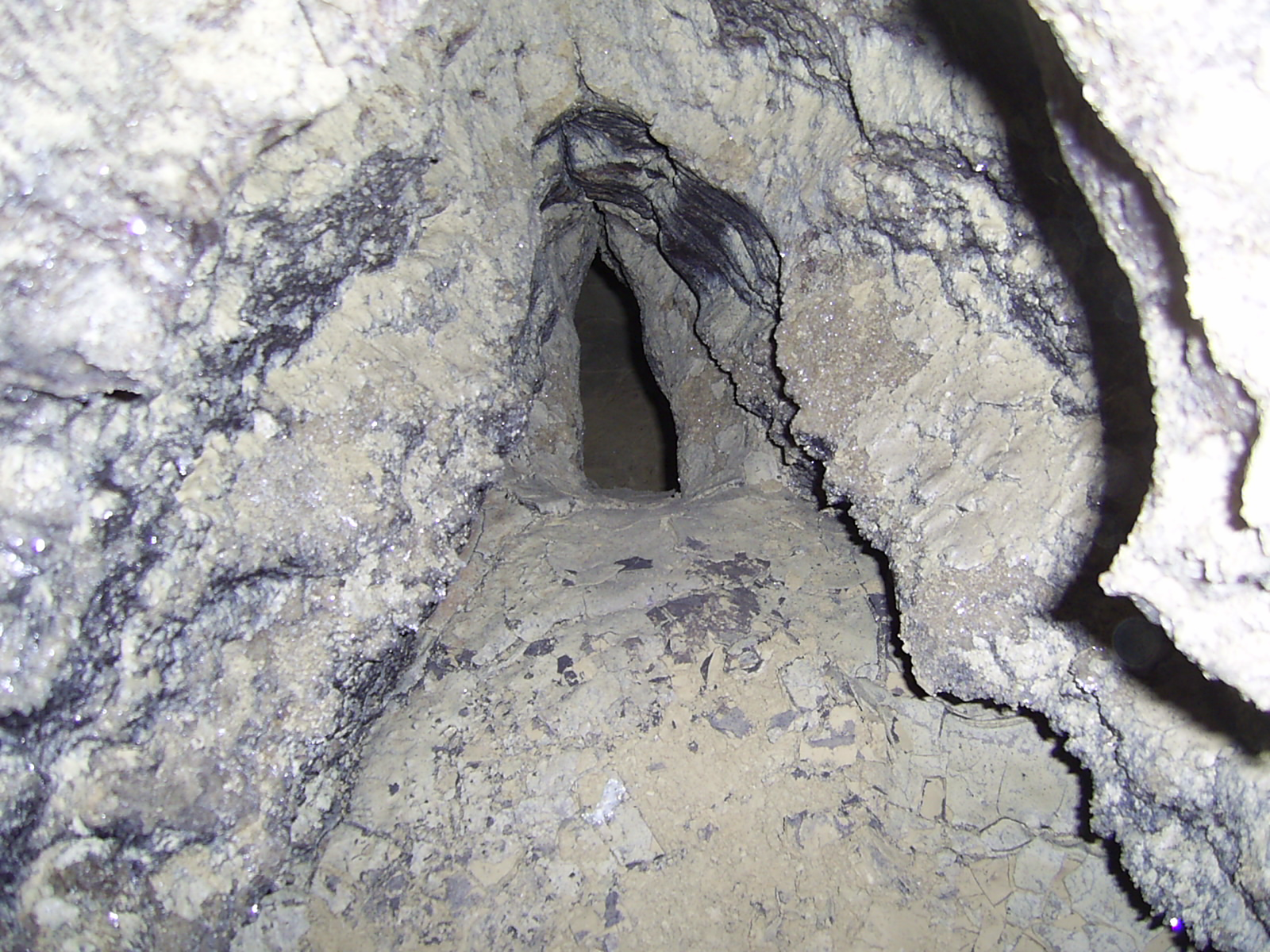
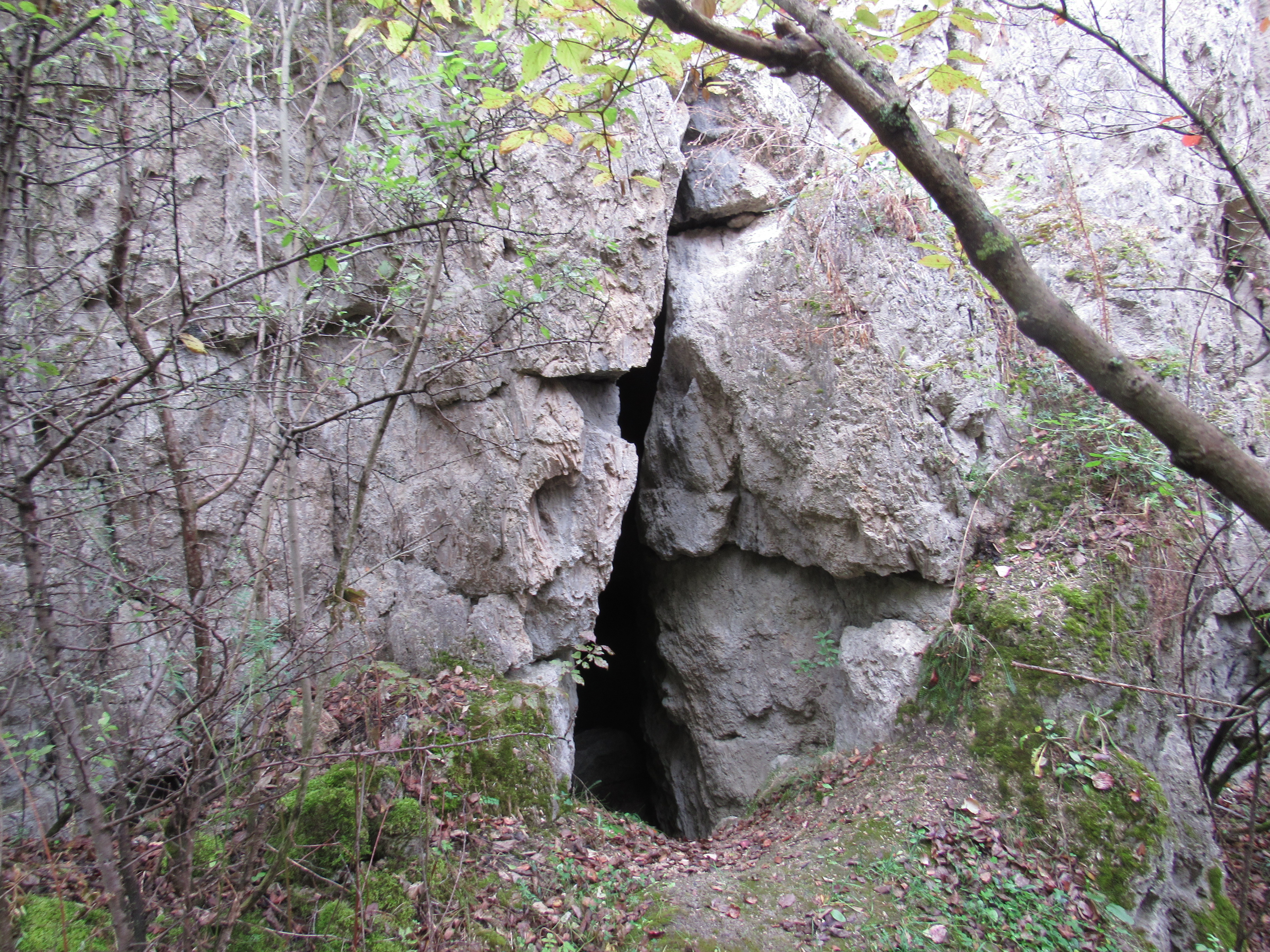